# Parafia św. Andrzeja Boboli w Czechowicach-Dziedzicach
Parafia św. Andrzeja Boboli – rzymskokatolicka parafia znajdująca się w Czechowicach-Dziedzicach. Należy do dekanatu Czechowice-Dziedzice w diecezji bielsko-żywieckiej. Parafię prowadzą członkowie Towarzystwa Jezusowego (jezuici).

## Historia
Historia parafii związana jest z działalnością jezuitów w Czechowicach i Dziedzicach, którzy w 1905 założyli tu Dom Rekolekcyjny pod Opieką św. Józefa. Po II wojnie światowej w 1951 miało być zadekretowane zarekwirowanie przez państwo tegoż domu. Ratunkiem okazało się pospieszne utworzenie maleńkiej (ok. 1000 wiernych) parafii pw. św. Józefa, co stało się 29 maja 1955, i jest to trzecia najstarsza parafia na terenie miasta po św. Katarzyny i NMP Wspomożenia Wiernych; Dzięki temu rozszerzona została działalność czechowickich jezuitów, tak że parafia z czasem stała się drugą jezuicką jednostką znaczącą w mieście, również z racji kultu św. Andrzeja Boboli, ogłoszonego w 1999 patronem miasta Czechowice-Dziedzice.
Gdy w latach 70. XX wieku wybudowano na terenie parafii nowe osiedle zaistniała potrzeba wybudowania kościoła parafialnego. Budowę rozpoczęto w 1988, a konsekracja nowego kościoła parafialnego pod wezwaniem św. Andrzeja Boboli nastąpiła w 1998.

## Grupy parafialne
- Liturgiczna Służba Ołtarza (Ministranci)[3]
- Apostolstwo Modlitwy[4]
- Biuro Radia Maryja[5]
- MAGIS[6]
- Oaza Dzieci Bożych[7]
- Oaza Rodzin[8]
- Dziewczęca Służba Maryjna
- Odnowa w Duchu Świętym[9]
- Towarzystwo Charytatywne im. Ojca Pio[10]